# Lasioglossum problematicum
Lasioglossum problematicum är en biart som först beskrevs av Blüthgen 1923.  Lasioglossum problematicum ingår i släktet smalbin, och familjen vägbin. Inga underarter finns listade i Catalogue of Life.